# Gustav Heinrich Kirchenpauer

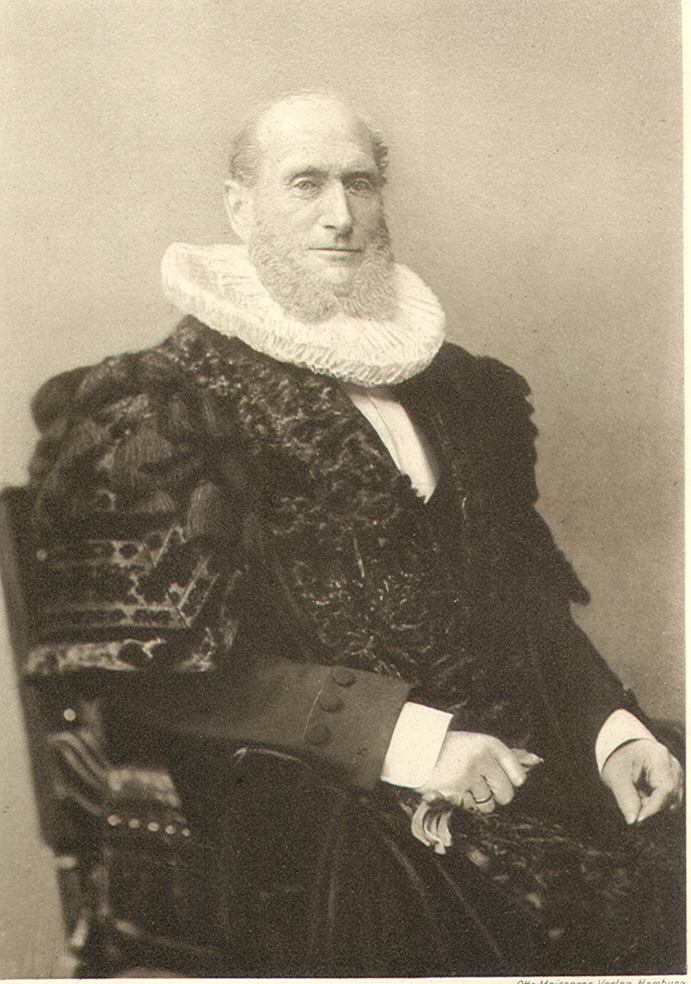
Gustav Heinrich Kirchenpauer

Gustav Heinrich Kirchenpauer (* 2. Februar 1808 in Hamburg; † 3. März 1887 ebenda) war ein deutscher Jurist, Journalist, Naturforscher und Erster Bürgermeister von Hamburg.

## Biografie
Gustav Heinrich Kirchenpauer entstammt der 1539 geadelten böhmischen Familie Kirchenpauer von Kirchdorff. Hans Kirchenpauer von Kirchdorff (1613–1648) kam als Kaufmann nach Hamburg; als er 1640 Hamburger Bürger wurde, legte er seinen Adelstitel ab. Gustav Heinrich Kirchenpauers Eltern waren der Kaufmann Johann Georg Kirchenpauer (1773–1844) und dessen Ehefrau Anna Katharina Ruesz (1778–1811), eine Tochter des Kaufmanns Barthold Heinrich Ruesz (1728–1811) und der Anna Catharina Krochmann. Sein Großvater väterlicherseits Johann David Kirchenpauer (1736–1798) war Kaufmann in Archangelsk und mit Henriette Charlotte Haensche verheiratet.
Kirchenpauers Vater war Kaufmann. Aufgrund der Kontinentalsperre während der Hamburger Franzosenzeit verlor er sein Vermögen. Die Familie Kirchenpauer verließ 1810 Hamburg und siedelte nach Sankt Petersburg über. Dort starb noch im selben Jahr Kirchenpauers Mutter, so dass er, da auch sein Vater oft unterwegs war, von einem Onkel Jacob von Krause erzogen wurde. Kirchenpauer besuchte eine deutsche Schule in Sankt Petersburg und ab 1823 ein deutschsprachiges Gymnasium in Dorpat. Ab 1826 studierte Kirchenpauer an der Kaiserlichen Universität Dorpat Rechtswissenschaften und schloss sich der Corporation Livonia an. 1830 wechselte er nach Heidelberg; dort schloss er seine Studien am 5. August 1831 mit dem Doktorgrad ab. In Heidelberg lernte Kirchenpauer zahlreiche andere Hamburger kennen und befreundete sich u. a. mit Carl Friedrich Petersen.
1832 erlangte Kirchenpauer das Hamburger Bürgerrecht, um sich als Advokat in Hamburg niederzulassen. Er wurde am 9. Juli 1832 in Hamburg als Advokat immatrikuliert und war bis 1843 als solcher eingeschrieben. Neben seiner Anwaltstätigkeit war er journalistisch tätig. Er machte sich einen Namen mit zahlreichen Denkschriften, in denen er für den Freihandel eintrat und gab die bei Hoffmann und Campe erschienene Hamburgische Zeitschrift für Politik, Handel und Handelsrecht heraus. Zusammen mit dem Historiker Johann Martin Lappenberg und anderen Interessierten gründete Kirchenpauer 1839 den Verein für Hamburgische Geschichte und wurde Vorsitzender der Handelsgeschichtlichen Sektion. Kirchenpauer war seit 1833 Armenpfleger und wurde 1839 Armenvorsteher und Mitglied des Armenkollegiums. Er wurde 1837 zum Hauptmann des Bürgermilitär gewählt; in dieser Eigenschaft konnte er an Rats- und Bürgerkonventen teilnehmen.
1840 vertrat er seine Heimatstadt in den Verhandlungen zum Bau der Bahnstrecke Hannover–Hamburg. Aufgrund seiner freihändlerischen Einstellung wurde Kirchenpauer im Februar 1840 Bibliothekar und Sekretär der Hamburger Commerzdeputation. Während des Hamburger Brands 1842 war es nicht zuletzt sein Verdienst, dass das neue Börsengebäude, in dem auch die Commerzdeputation ihren Sitz hatte, gerettet werden konnte. In der nach dem Brand eingerichteten Kommission zum Wiederaufbau der Stadt wurde Kirchenpauer schon bald zu einer der maßgeblichen Persönlichkeiten. Für die Patriotische Gesellschaft, zu deren Vorsitzendem er 1842 gewählt wurde, verfasste er mehrere Memoranden, um die Verwaltung zu verbessern. Er galt als so tüchtig und umsichtig, dass es nicht Wunder nimmt, dass er – im ungewöhnlich jungen Alter von 35 Jahren – am 4. Dezember 1843 in den Hamburger Senat berufen wurde.
Der Senat entsandte ihn in die Elbschiffahrtskommission, als diese über die am 13. April 1844 verabschiedete „Additionalakte“ zur Revision der Elbschiffahrtsakte vom 21. Juni 1821 verhandelte. 1849 gehörte er der sogenannten „Neuner-Kommission“ an, die nach dem Revolutionsjahr 1848 vom Senat beauftragt worden war, die von der Hamburger Konstituante vorgelegten Entwürfe für eine neue Verfassung der freien und Hansestadt Hamburg zu prüfen. In den folgenden Jahren war Kirchenpauer vor allem auf Reisen, um die Aufhebung der Elbzölle zu verhandeln. Von 1851 bis 1857 vertrat Kirchenpauer seine Stadt als ständiger Bundestagsgesandter im Bundestag in Frankfurt am Main.
Von 1858 bis 1864 diente Kirchenpauer auf eigenen Wunsch als Amtmann auf Ritzebüttel. Dort führte er die Trennung von Justiz und Verwaltung im Amt Ritzebüttel durch. Er war der letzte Hamburger Senator, der dieses Amt innehatte; danach walteten Amtsverwalter.
In seinen sechs Jahren in Ritzebüttel fand Kirchenpauer viel Zeit für naturkundliche Studien. Vor allem untersuchte er unter dem Mikroskop die sich an den Tonnen der Elbe ansiedelnden Lebewesen. Seinen naturwissenschaftlichen Interessen ging er auch nach seiner Rückkehr nach Hamburg nach. Die Veröffentlichungen der Forschungen des Autodidakten fanden unter Fachleuten eine derartige Beachtung, dass Kirchenpauer 1875 in die Leopoldinisch-Carolinische Deutsche Akademie der Naturforscher (Gelehrtengesellschaft Leopoldina) gewählt wurde. Seine naturkundlichen Sammlungen vermachte er testamentarisch dem Naturhistorischen Museum Hamburg.
Ab 1867 war Kirchenpauer Hamburger Bevollmächtigter im Bundesrat des Norddeutschen Bundes. Nach der Gründung des Deutschen Reiches hatte er dieselbe Stellung in dessen Bundesrat. 1880 folgte ihm Johannes Versmann in diesem Amt.
1868 wurde Kirchenpauer zum ersten Mal Zweiter Bürgermeister, es folgte 1869 das Amt des Ersten Bürgermeisters. 1871 und 1872 war er wieder Erster Bürgermeister, dann bis zu seinem Tod im Jahre 1887 war er 1874/75, 1877/78, 1880/81, 1883/84 und 1886/87 Zweiter und Erster Bürgermeister (→Hamburger Senat 1861–1919).
Seit 1869 war Kirchenpauer Präses der Oberschulbehörde. Seit es 1880 zum Konflikt mit Otto von Bismarck über die Zollpolitik kam, widmete sich Kirchenpauer hauptsächlich den Schulen und dem gesamten Bildungswesen seiner Stadt.
Kirchenpauer gehörte neben Carl Friedrich Petersen und Versmann zu den bedeutendsten Hamburger Politikern des 19. Jahrhunderts. Kaum jemand hatte so viele Jahre das Amt des Ersten Bürgermeisters inne wie er.

### Familie
1844 heiratete Gustav Heinrich Kirchenpauer in Weißtropp bei Dresden Juliane Dorothea Krause (1819–1905). Das Paar hatte zwei Söhne und eine Tochter:
- Gustav Jakob (1847–1914), Architekt ⚭ Julie Amalie Gossler (1865–1931)
- Flora (1848–1931) ⚭ Hermann Stannius (1842–1912), Konsul
- Ulrich (1859–1905), preußischer Hauptmann a. D.

## Gedenken

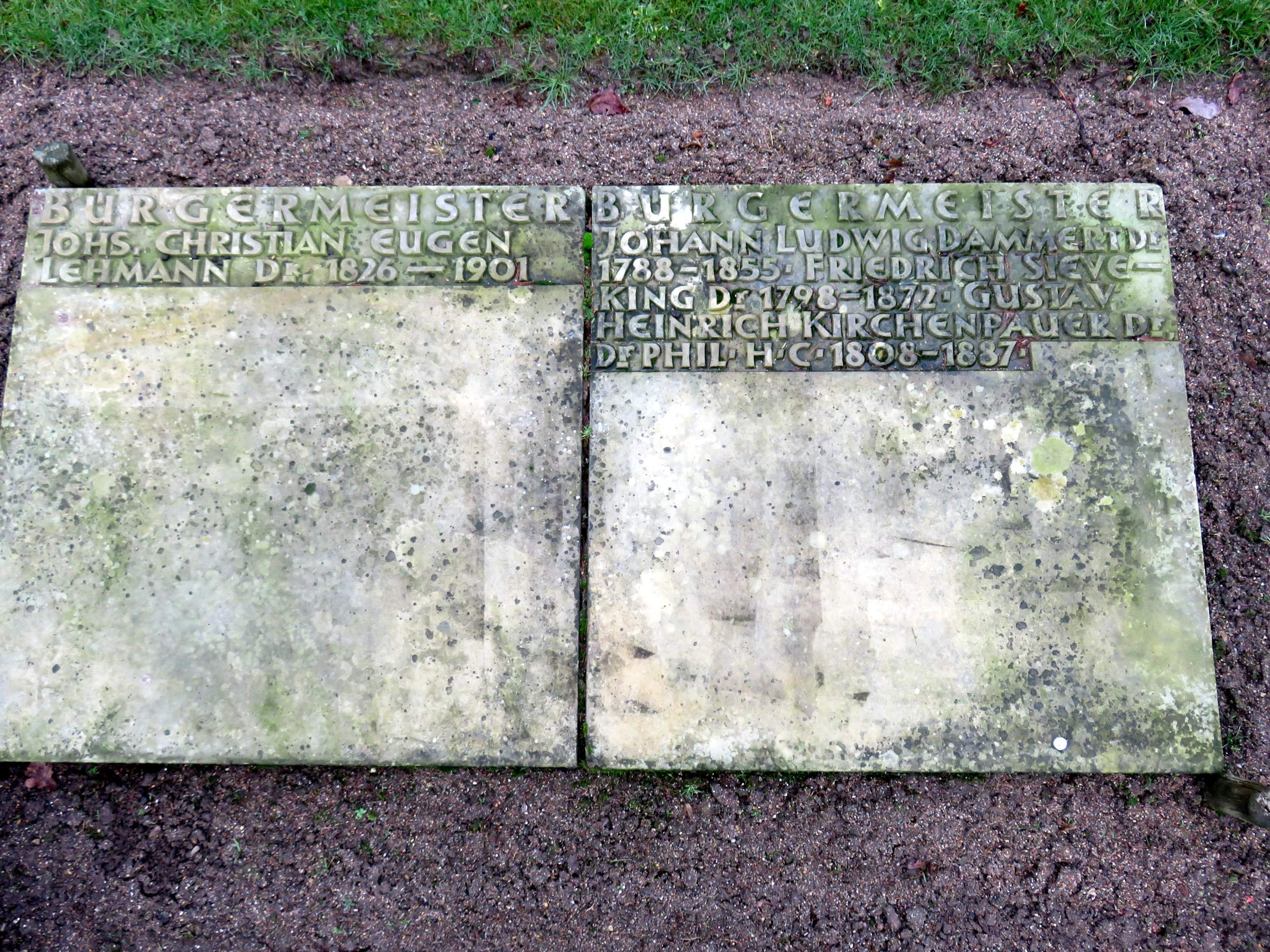
Grabmaltafel Althamburgischer Gedächtnisfriedhof Ohlsdorf

- Im Bereich des Althamburgischen Gedächtnisfriedhofs des Ohlsdorfer Friedhofs wird auf dem doppelseitigen Sammelgrabmal Bürgermeister unter anderen an Gustav Heinrich Kirchenpauer erinnert.
- Kirchenpauerstraße in Cuxhaven
- Kirchenpauerstraße in  Hamburg
- Kirchenpauerkai im Hamburger Stadtteil HafenCity. Beide befinden sich im Hamburger Hafen, in Sichtweite der Freihafenelbbrücke.
- Bis zum Zweiten Weltkrieg befand sich eine lebensgroße Bronzestatue von ihm am Steintordamm vor dem Museum für Kunst und Gewerbe.
- Von 1914 bis 1986 gab es in Hamburg-Hamm ein Kirchenpauer-Gymnasium; das Gebäude wird heute von der Norddeutschen Akademie für Finanzen und Steuerrecht genutzt.
- In der Zoologie sind innerhalb der Taxonomie der Lebewesen die Hydrozoenart Aglaophenia kirchenpaueri und die Hydrozoenfamilie der Kirchenpaueriidae in der Ordnung Leptomedusae nach  Kirchenpauer benannt.[10]

## Schriften

### Zur Handelsgeschichte und Handelspolitik
- Über den Beitritt Hamburgs zum preussischen Zollverein. In: Hamburgische Zeitschrift für Politik, Handel und Handelsrecht, Jg. 2 (1835), Heft 2, S. 77–118.
- Der Handelstractat vom 21. Januar 1839 und der deutsche Nordseehandel. J.P. Erie / Langhoff'sche Buchdruckerei, Hamburg 1839.
- Die alte Börse, ihre Gründer und Vorsteher. Ein Beitrag zur hamburgischen Handelsgeschichte. Voigt, Hamburg 1841 (Programmschrift zur Einweihungsfeier der neuen Börse in Hamburg 1841).
- Das Differentialzoll-System nach den bei mehreren Nordseestaaten Deutschlands zur Erörterung gekommenen Vorschlägen für die Errichtung eines deutschen Schiffahrts- und Handels-Vereins. Herold’sche Buchhandlung, Hamburg 1847.
- Die Freiheit der Elbeschifffahrt. Geschichtliche Erläuterungen der staatsrechtlichen Sachlage. Herbst, Hamburg 1880.

### Zur Zoologie
- Die Seetonnen der Elbmündung. Ein Beitrag zur Thier- und Pflanzen-Topographie. Nolte, Hamburg 1862.
- Neue Sertulariden aus verschiedenen Hamburgischen Sammlungen, nebst allgemeinen Bemerkungen über Lamouroux’s Gattung Dynamena. Blochmann, Dresden 1864.
- Über die Hydroidenfamilie Plumularidae, einzelne Gruppen derselben und ihre Fruchtbehälter
  - Bd. 1: Aglaophenia. Hamburg 1872.
  - Bd. 2: Plumularia und Nemertesia. Hamburg 1876.
- Über die Bryozoen-Gattung Adeona Lamouroux. In: Journal des Museum Godeffroy, Jg. 1879; Nachdruck in: Abhandlungen aus dem Gebiete der Naturwissenschaften, Bd. 7 (1880), S. 1–24.
- Nordische Gattungen und Arten von Sertulariden von Kirchenpauer. Friedrichsen & Co., Hamburg 1884.